# Stigtomta-Vrena församling
Stigtomta-Vrena församling är en församling i Nyköpings kontrakt i Strängnäs stift. Församlingen ligger i Nyköpings kommun i Södermanlands län och utgör ett eget pastorat.

## Administrativ historik
Församlingen bildades den 1 januari 2002 genom sammanslagning av Stigtomta och Vrena församlingar.

## Kyrkor
- Bärbo kyrka
- Halla kyrka
- Husby-Oppunda kyrka
- Nykyrka kyrka
- Stigtomta kyrka
- Vrena kyrka